# Torremontalbo
Torremontalbo és un municipi de la Rioja, a la regió de la Rioja Mitjana.